# Iliade
οὐλομένην, ἥ μυρί’ Ἀχαιοῖς ἄλγε’ ἔθηκε,

πολλὰς δ’ ἰφθίμους ψυχὰς Ἄιδι προίαψεν

ἡρωων, αὐτοὺς δὲ ἐλώρια τεῦχε κύνεσσιν

οἰωνοῖσί τε πᾶσι, Διὸς δ’ἐτελείετο βουλή,

ἐξ οὗ δὴ τὰ πρῶτα διαστήτην ἐρίσαντε

l'ira funesta che infiniti addusse

lutti agli Achei, molte anzi tempo all'Orco

generose travolse alme d'eroi,

e di cani e d'augelli orrido pasto

lor salme abbandonò (così di Giove

l'alto consiglio s'adempìa), da quando

primamente disgiunse aspra contesa

il re de' prodi Atride e il divo Achille.»
(Omero, "Iliade", 1-7, trad. di Vincenzo Monti)
L'Iliade (in greco antico: Ἰλιάς?, Iliás) è un poema epico in esametri dattilici, tradizionalmente attribuito a Omero. Ambientato ai tempi della guerra di Troia, città da cui prende il nome, narra gli eventi accaduti nei cinquantuno giorni del decimo e ultimo anno di guerra, in cui l'ira di Achille è l'argomento portante. Opera antica e complessa, è un caposaldo della letteratura greca e mondiale, e considerato il primo poema epico della storia della letteratura occidentale.
Tradizionalmente datata al 750 a.C. circa, Cicerone afferma nel suo De oratore che Pisistrato ne abbia disposto la sistemazione in forma scritta nel VI secolo a.C., ma si tratta di questione discussa dalla critica. In epoca ellenistica fu codificata da filologi alessandrini guidati da Zenodoto nella prima edizione critica, comprendente 15.696 versi divisi in 24 libri (ciascuno corrispondente a un rotolo, che ne dettava la lunghezza). Ai tempi il testo era infatti estremamente oscillante, visto che la precedente tradizione orale aveva originariamente numerose varianti. Ciascun libro è contraddistinto da una lettera maiuscola dell'alfabeto greco e riporta in testa un sommario del contenuto.
Nell’Iliade, la guerra di Troia è dominata da eroi leggendari. Achille, il più grande dei guerrieri greci, si ritira dalla battaglia dopo un litigio con Agamennone, capo dell’esercito greco. Menelao, re di Sparta, lotta per riottenere sua moglie Elena, rapita da Paride, principe troiano. I Greci sono affiancati anche da Ulisse, astuto re di Itaca, e Aiace, un guerriero possente.
I Troiani sono guidati da Ettore, il più valoroso tra loro, mentre Priamo, re di Troia, cerca di proteggere la sua città. La morte di Patroclo, carissimo ad Achille, per mano di Ettore spinge l'eroe greco a tornare in battaglia per vendicare il compagno

## Descrizione

### Datazione
L'opera venne composta probabilmente nella regione della Ionia asiatica. La sua composizione seguì un percorso di formazione, attraverso i secoli e i vari cambiamenti politici e socio-culturali, che comprese principalmente tre fasi:
- fase orale, nella quale vari racconti mitici o concernenti racconti eroici incominciarono a circolare in simposi e feste pubbliche durante il Medioevo ellenico (1200-800 a.C.), rielaborando racconti riguardanti il periodo miceneo;
- fase aurale nella quale i poemi incominciarono ad assumere organicità grazie all'opera di cantori e rapsodi, senza però conoscere una stesura scritta (età arcaica e classica);
- La fase scritta, nella quale i poemi sono stati trascritti. Secondo alcuni storici questa fase risale al VI secolo a.C. durante la tirannide di Pisistrato ad Atene.

### Le diverse edizioni
La prima testimonianza sicura del poema è di Pisistrato, tiranno di Atene (561-527 a.C.). Dice infatti Cicerone nel suo De Oratore: “primus Homeri libros confusos antea sic disposuisse dicitur, ut nunc habemus” ("Si dice che egli [Pisistrato] per primo abbia disposto, così come ora li abbiamo, i libri di Omero, fin allora confusi e disordinati") Il primo punto fermo è quindi che nella Grande Biblioteca di Atene di Pisistrato erano contenuti i libri di Omero, ordinati.
L'oralità non consentì di stabilire delle edizioni canoniche. L'Iliade pisistratea non fu un caso unico: sul modello di Atene ogni città (di sicuro Creta, Cipro, Argo e Massalia, oggi Marsiglia) probabilmente aveva un'edizione “locale”, detta kata polin. Le varie edizioni kata poleis non erano probabilmente molto discordanti tra di loro.
Si hanno notizie riguardo edizioni precedenti all'ellenismo, dette polystikoiai, “con molti versi”; avevano sezioni rapsodiche in più rispetto alla versione pisistratea; varie fonti ne parlano ma non se ne conosce l'origine.
L'Iliade e l'Odissea erano la base dell'insegnamento elementare: i piccoli greci si avvicinavano alla lettura attraverso i poemi di Omero; molto probabilmente i maestri semplificarono i poemi affinché fossero di più facile comprensione per i bambini.
Si conosce anche l'esistenza di edizioni kata andra (personali): personaggi illustri si facevano fare edizioni proprie. Un esempio molto famoso è quello di Aristotele, che si fece creare un'edizione dell'Iliade e dell'Odissea (versioni prealessandrine). Si è arrivati, in seguito, a una sorta di testo base attico, una vulgata attica.
Teagene di Reggio, VI secolo a.C., fu il primo critico e divulgatore dell'Iliade, che fra l'altro pubblicò.
Gli antichi grammatici alessandrini tra il III e il II secolo a.C. concentrarono il loro lavoro di filologia del testo su Omero, sia perché il materiale era ancora molto confuso, sia perché era universalmente riconosciuto padre della letteratura greca. Molto importante fu un'emendatio (diorthosis) volta a eliminare le varie interpolazioni e a ripulire il poema dai vari versi formulari suppletivi, formule varianti che entravano anche tutte insieme.
Si arrivò dunque a un testo definitivo. Un contributo fondamentale fu quello di tre grandi filologi, vissuti tra la metà del terzo secolo e la metà del secondo: Zenodoto di Efeso, che elaborò la numerazione alfabetica dei libri e operò una ionizzazione (sostituì gli eolismi con termici ionici), Aristofane di Bisanzio, di cui non ci resta nulla, ma che sappiamo fu un gran commentatore, inserì la prosodia (l'alternarsi di sillabe lunghe e brevi), i segni critici (come la crux, l'obelos) e gli spiriti; Aristarco di Samotracia, che operò una forte e oggi considerata sconveniente atticizzazione - convinto che Omero fosse di Atene - e si occupò di scegliere una lezione per ogni vocabolo “dubbio”, curandosi però di mettere un obelos con le altre lezioni scartate. Non è ancora chiaro se si basò sull'istinto o comparò vari testi.
Il testo dell'Iliade giunto all'età contemporanea è piuttosto diverso da quello con le lezioni di Aristarco. Su 874 punti in cui egli scelse una particolare lezione, solo 84 tornano nei nostri testi; per quanto riguarda le parti considerate dubbie dai commentatori antichi, la vulgata alessandrina è quindi uguale alla nostra solo per il 10%. Si può anche ritenere che tale testo non fosse definitivo, ed è possibile che nella stessa biblioteca di Alessandria d'Egitto, dove gli studiosi erano famosi per i loro litigi, ci fossero più versioni dell'Iliade.

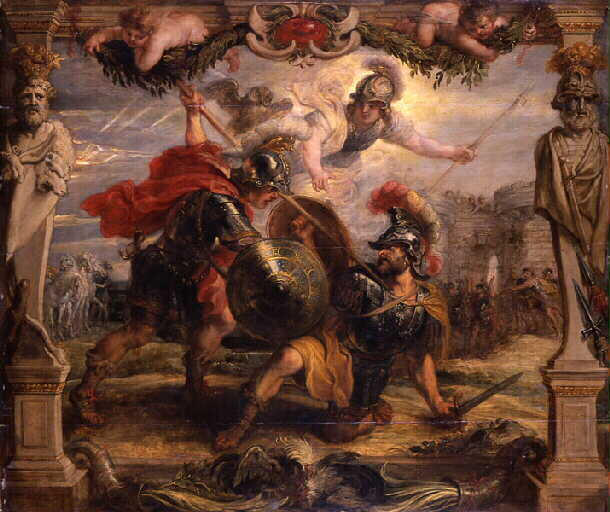
Peter Paul Rubens, Achille trafigge Ettore 1630-1635.

Un'invenzione molto importante della biblioteca di Alessandria furono gli scolia, ricchi repertori di osservazioni al testo, note, lezioni, commenti. Dunque i primi studi sul testo furono effettuati tra il III e il II secolo a.C. dagli studiosi alessandrini; poi tra il I secolo e il II secolo d. C. quattro scoliasti redassero gli scolia dell'Iliade, poi compendiati da uno scoliasta successivo nell'opera “Commento dei 4”. L'Iliade di Omero tuttavia non riuscì a influenzare tutte le zone dove era diffusa: anche in età ellenistica giravano più versioni, probabilmente derivanti dalla vulgata ateniese di Pisistrato del V secolo, che proveniva da varie tradizioni orali e rapsodiche.
Intorno alla metà del II secolo, dopo il lavoro di Alessandria, giravano il testo alessandrino e residui di altre versioni. Di certo gli Ellenisti stabilirono il numero e la suddivisione dei versi.
Dal 150 a.C. sparirono le altre versioni testuali e si impose un unico testo dell'Iliade; tutti i papiri ritrovati da quella data in poi corrispondono ai nostri manoscritti medievali: la vulgata medievale è la sintesi di tutto.
Nel medioevo occidentale non era diffusa la conoscenza del greco, nemmeno tra personaggi come Dante Alighieri o Francesco Petrarca; uno dei pochi che lo conosceva era Boccaccio, che lo imparò a Napoli da Leonzio Pilato. L'Iliade era conosciuta in occidente grazie alla Ilias tradotta in latino di età neroniana.
Prima del lavoro dei grammatici alessandrini, il materiale di Omero era molto fluido, ma anche dopo di esso altri fattori continuarono a modificare l'Iliade, e bisognerà aspettare il 150 a.C. per arrivare alla koinè omerica.
L'Iliade fu molto più copiata e studiata dell'Odissea.
Nel 1170 Eustazio di Salonicco contribuì alla sua diffusione in modo significativo. Nel 1453 Costantinopoli fu presa dai turchi; un grandissimo numero di profughi migrarono da oriente verso occidente, portando con sé una gran mole di manoscritti. Questo accadde fortunatamente in concomitanza con lo sviluppo dell'Umanesimo, tra i punti principali del quale c'era lo studio dei testi antichi.
Nel 1920 si ammise che era impossibile fare uno stemma codicum per Omero perché, già in quel periodo, escludendo i frammenti papiracei, c'erano ben 188 manoscritti, e anche perché non si riesce a risalire a un archetipo di Omero. Spesso i nostri archetipi risalgono al IX secolo, quando, a Costantinopoli, il patriarca Fozio si preoccupò che tutti i testi scritti in alfabeto greco maiuscolo fossero traslitterati in minuscolo; quelli che non furono traslitterati, andarono perduti. Per Omero tuttavia non esiste un solo archetipo: le traslitterazioni avvennero in più luoghi contemporaneamente.
Il più antico manoscritto capostipite completo dell'Iliade è il Marcianus 454 A, presente a Venezia; risalente al X secolo, fu ricevuto dal cardinale Bessarione dall'oriente, da Giovanni Aurispa. I primi manoscritti dell'Odissea sono invece dell'XI secolo.
L'editio princeps dell'Iliade è stata stampata nel 1488 a Firenze da Demetrio Calcondila. Le prime edizioni veneziane, dette aldine dallo stampatore Aldo Manuzio, furono ristampate ben tre volte, nel 1504, 1517, 1512, indice questo senza dubbio del gran successo sul pubblico dei poemi omerici.

### Tematiche generali
L'eroicità è riconosciuta come accento fondamentale del poema, e per Omero "eroico" è tutto ciò che va oltre la norma, nel bene e nel male e per qualunque aspetto. Queste grandezze non sono guardate con occhio stupito, perché il poeta è inserito nel mondo che descrive, e l'eroico è dunque sentito come normalità. L'intera guerra è descritta come un seguito di duelli individuali, raccontati spesso secondo fasi ricorrenti.
L'opera non tratta, come si presumerebbe dal titolo, dell'intera guerra di Ilio (Troia), ma di un singolo episodio di questa guerra, l'ira di Achille, che si svolge in un periodo di 51 giorni. Aristotele lodò Omero nella Poetica, per aver saputo scegliere, nel ricco materiale mitico-storico della guerra di Troia, un episodio particolare, rendendolo centro vitale del poema, e affermò, inoltre, che la poesia non è storia, ma una fecondissima verità teoretica e di fatto.
L'ira è un motivo centrale nel poema. L'ira di Achille è determinata dall'arbitrio del capo supremo Agamennone che gli sottrae la schiava Briseide che a suo tempo gli era stata data. La parte del bottino razziato in battaglia veniva infatti assegnata al guerriero in proporzione al suo valore e al suo ruolo di combattente. Al tema dell'ira è legato quello della gloria che l'eroe conquista combattendo con valore e che gli permette di perpetuare la propria immagine alle generazioni future.
Gli dei sono antropomorfi, cioè hanno sembianze fisiche e sentimenti umani: si amano e si odiano, tramano inganni; mostrano desiderio, vanità, invidia. Al di sopra di loro sta il Fato ineluttabile (in greco. móira), cioè il Destino. Gli dei intervengono direttamente nelle vicende umane.
Altri motivi presenti sono: il senso del dovere, la vergogna del giudizio negativo e la necessità di proteggere i propri cari.

### Personaggi principali

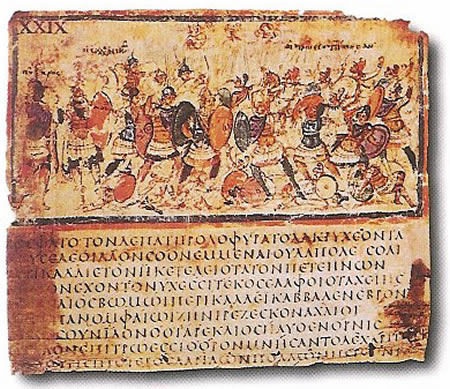
Iliade, Libro VIII, versi 245-253 - da un manoscritto greco di fine V secolo o inizio VI secolo.

#### Achei
- Achille (patronimico Pelide): il protagonista della storia, figlio della Dea Teti (una ninfa marina) e di Peleo (re di Ftia), il più forte e valoroso guerriero acheo;
- Agamennone (patronimico Atride): re di Argo e di Micene, fratello di Menelao, figlio di Atreo e marito di Clitemnestra (che in seguito lo ucciderà per avere accettato di sacrificare la figlia). Egli è il comandante dell'esercito acheo;
- Aiace Oileo: re della Locride, figlio di Oileo, uno dei capi achei più efferati;
- Aiace Telamonio: eroe greco, figlio di Telamone, principe di Salamina;
- Calcante: indovino greco, figlio di Testore e Polimela;
- Diomede: (patronimico Tidide): eroe greco, re di Argo;
- Elena: moglie di Menelao, sorella di Castore e Polluce, figlia di Zeus e Leda, che sotto l'incantesimo di Afrodite viene sedotta da Paride, abbandona il marito e parte per Troia. La sua bellezza, secondo la narrazione delle Ciprie, è la causa della guerra;
- Macaone: medico greco, guarisce e salva Menelao;
- Menelao (patronimico Atride): re di Sparta e marito di Elena, fratello di Agamennone;
- Mirmidoni: popolo di guerrieri agli ordini di Achille;
- Nestore: anziano eroe greco, re di Pilo;
- Odisseo o Ulisse: re di Itaca (patronimico Laertiade o Laerziade), ideatore dell'inganno (cavallo di Troia) con il quale i Greci in seguito distruggeranno Troia; eroe caratterizzato da grande astuzia;
- Patroclo: figlio di Menezio (re di Opunte). Discepolo, compagno di Achille ed eroe greco; viene ucciso da Ettore.

#### Troiani
- Andromaca (patronimico Eezionide): moglie di Ettore, figlia di Eezione e madre del piccolo Scamandro (fiume di Troia), detto dal popolo Astianatte (difensore della città, per via del padre);
- Asteropeo: giovane condottiero peone, alleato dei Troiani; riesce a ferire Achille prima di venire da lui ucciso;
- Cassandra: profetessa, figlia di Priamo;
- Deifobo: principe troiano figlio di Priamo e fratello prediletto di Ettore;
- Dolone: araldo troiano, traditore dei suoi concittadini[10]; viene decapitato da Diomede dopo essere stato fatto da lui prigioniero;
- Ecuba: seconda moglie di Priamo, madre della maggior parte dei figli del re;
- Eleno: figlio di Priamo, indovino e fratello gemello di Cassandra;
- Enea: valoroso eroe troiano, figlio di Anchise e Afrodite;
- Ettore (patronimico Priamide): capo assoluto dell'esercito troiano, figlio di Priamo, fratello di Paride e marito di Andromaca; viene ucciso da Achille; eroe generoso;
- Glauco: capo licio, figlio di Ippoloco e cugino di Sarpedonte;
- Pandaro: arciere alleato dei troiani, ferisce a tradimento Menelao e cade per mano di Diomede;
- Paride (patronimico Priamide): principe troiano figlio di Priamo, fratello di Ettore, provocatore della guerra e assassino di Achille;
- Priamo: re di Troia; padre di cinquanta figli tra cui Ettore e Deifobo;
- Reso: giovane signore di Tracia, alleato dei troiani; viene ucciso nel sonno da Diomede;
- Sarpedonte: figlio di Zeus e re dei Lici, alleato dei troiani; viene ucciso da Patroclo.

#### Divinità

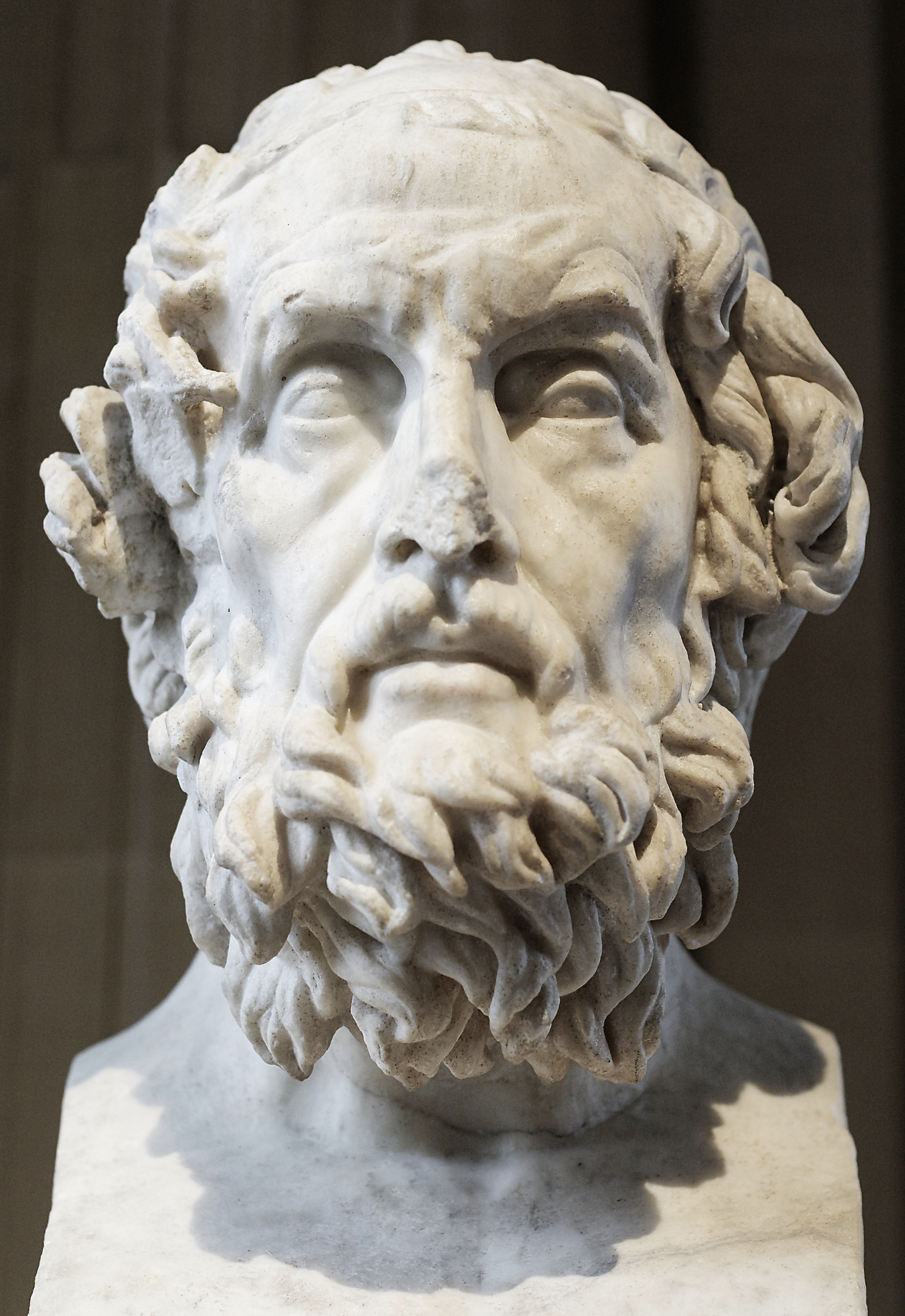
Ritratto immaginario di Omero, copia romana del II secolo d.C. di un'opera greca del II secolo a.C. Conservato al Museo del Louvre di Parigi.

Nel poema, alcune divinità aiutano i Troiani e altre gli Achei. Gli dei a favore dei Troiani sono Eris, Afrodite, Apollo, Ares, Artemide, Dione, Latona, Scamandro (dio dell'omonimo fiume).
Gli dei a favore degli Achei sono Atena, Poseidone, Era, Efesto, Ermes, Teti.
Restano invece neutrali Zeus, Peone, Iride, Ebe e le Moire.
Inoltre compare Ipno (dio del sonno), che addormenterà temporaneamente Zeus su richiesta di Era.

### Struttura
L'Iliade è articolata in 24 libri che raccontano 51 giorni dell'ultimo anno della guerra di Troia. Il nucleo conduttore della storia è l'ira di Achille, valoroso guerriero acheo. Attorno alla sua ira si snodano le varie aristie, ovvero le narrazioni di gesta di altri eroi. Parallelamente a queste si svolgono anche le teomachie (battaglie di dei).
L'autore, Omero - in greco Ὅμηρος, Hómēros - si ritiene sia vissuto nell'VIII secolo a.C. Sia l'Iliade sia l'Odissea, viaggio di Ulisse fino a casa, erano parte di una raccolta chiamata Storie di Troia.
I poemi del ciclo troiano erano otto e oltre a Odissea e Iliade comprendevano anche: Cypria, L'Etiopide, La Piccola Iliade, La caduta di Troia, I Nostoi, Telegonia, in gran parte andati perduti. Si conoscono i loro nomi e parte dei contenuti grazie a Proco, poeta greco vissuto nel V secolo, che li riassunse in un manoscritto.
Nell'Iliade, oltre agli dei e agli uomini, si trova una sottocasta di semidei antropomorfi. Tra questi vi è anche Achille. Nei testi epici tali personaggi si possono riconoscere dal fatto che hanno un genitore divino e uno umano. Le ambientazioni della storia sono meno realistiche rispetto all'Odissea.
Le città sono poco descritte, a differenza delle navi achee, descritte con molti più dettagli da parte dell'autore.

### Sinossi del poema

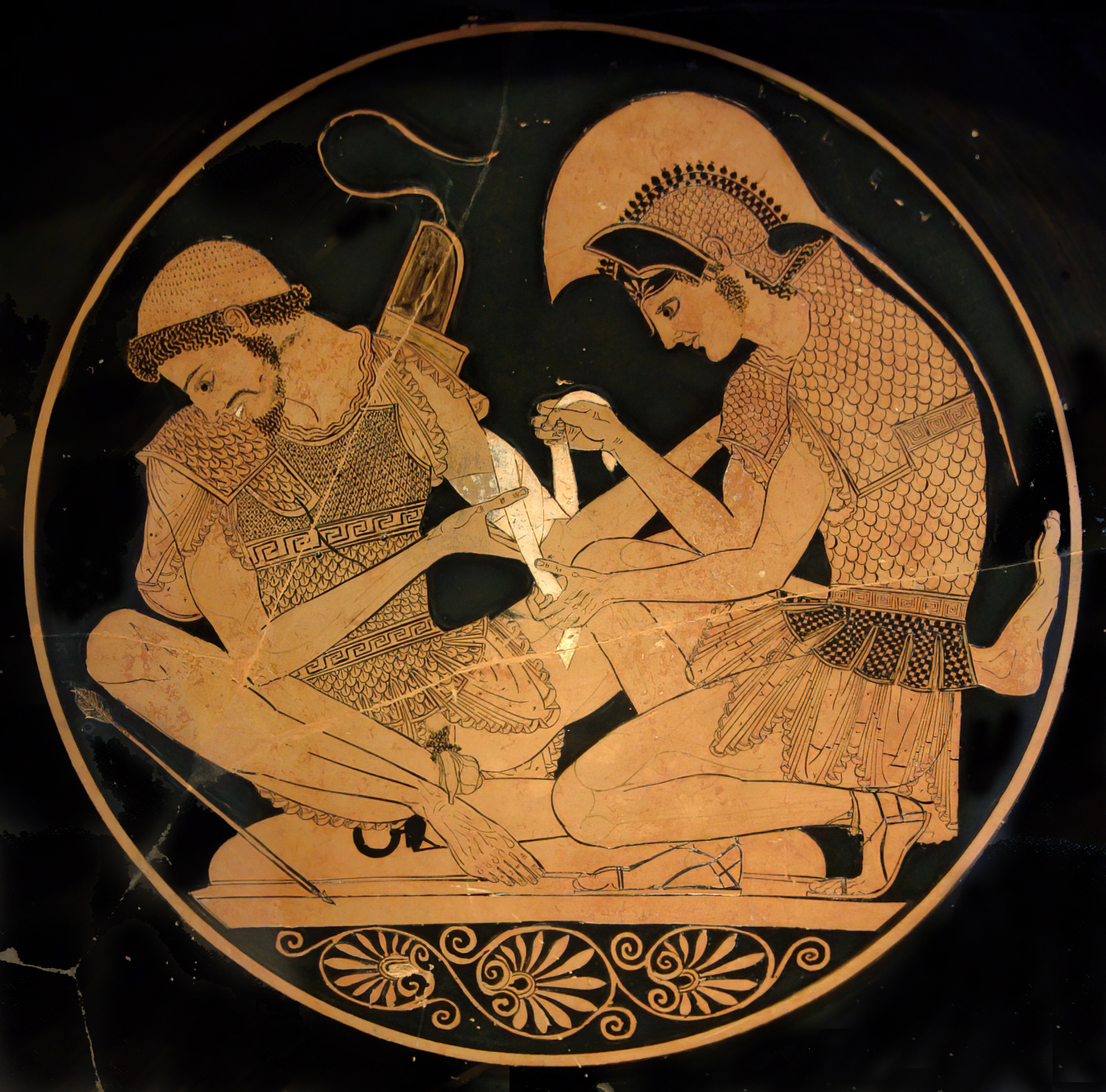
Achille che cura Patroclo, vaso con figure rosse del pittore di Sosia.

Paride, principe troiano, rapisce Elena, moglie del re spartano Menelao. Per questa ragione si mobilita tutta la Grecia achea per vendicare l'offesa.
Dopo nove anni di assedio, Agamennone, capo dell'armata achea e fratello di Menelao, si rifiuta di restituire a Crise, sacerdote di Apollo, la figlia Criseide, che egli ottenne come preda di guerra. Perciò il dio infligge una pestilenza al campo dei Greci, costringendo Agamennone a restituire Criseide. Per compensarsi della perdita egli sottrae ad Achille la sua schiava Briseide.

Il Pelide, sdegnato, ritenendo di avere ricevuto un affronto, decide di non combattere più a fianco degli Achei, che senza di lui subiscono gravi perdite. Patroclo, compagno di Achille, decide di scendere in campo con le sue armi fingendosi Achille, ma viene ucciso da Ettore, principe ereditario troiano e comandante in capo dell'esercito, che solo dopo averlo sconfitto lo riconosce. 

Achille, riarmato da Efesto, torna a combattere per vendicare la morte del compagno; trova lo scontro con Ettore che uccide in duello, legando il suo corpo a un carro, trascinandolo attorno alle mura di Troia e confiscando il cadavere. Priamo, re dei troiani, giunge nel campo dei Greci a chiedere la restituzione di Ettore; Achille fa dunque una pace personale con Priamo, permettendogli di riscattare la salma del figlio.

Il destino della città di Troia privo del suo eroe più forte sarà comunque senza speranza.

## Trama

### Prologo dello scoppio della guerra secondo il mito
Giunti gli eserciti della Grecia a Troia, la sorte per i nemici della Grecia è segnata, perché gli abitanti divini dell'Olimpo, divisi in tre parti, di cui una parteggia per il popolo avversario, aiutano i guerrieri con i loro prodigi.

### Il proemio

Il proemio.

Una delle versioni più note del proemio è quella di Vincenzo Monti, benché ne esistano di maggiormente fedeli all'originale:

### Ira di Achille (libri I-VIII)
- Libro I: Il Proemio introduce cosa il lettore scoprirà nell'opera: l'ira di Achille, seguíta ad un litigio con Agamennone, provocherà molte morti fra i Greci, i cui corpi giaceranno abbandonati, privi di degna sepoltura. Tutto inoltre accade per volontà di Zeus. La narrazione prosegue con la spiegazione del motivo della lite tra Achille e Agamennone, strettamente correlata alla presenza della peste nel campo dei Greci, che a sua volta sta facendo strage di guerrieri: essa ha una causa ben precisa ed è legata ad un torto che Agamennone ha fatto a Crise, sacerdote di Apollo, il quale si era recato presso il campo dei Greci per riscattare la figlia Criseide, detenuta come schiava da Agamennone. Quest'ultimo però ha insultato il sacerdote e lo ha scacciato in malo modo; Crise allora prega il dio Apollo di vendicarlo. Apollo accoglie la richiesta del suo sacerdote e scatena con le sue frecce la peste nel campo dei Greci, che dura nove giorni. Il decimo giorno viene convocata un'assemblea durante la quale l'indovino Calcante rivela che il dio Apollo è adirato a causa del torto subíto da Crise e che l'unico modo per placare Apollo e fare cessare la peste è restituire a Crise la figlia Criseide. Agamennone non vuole privarsi della sua schiava preferita; tuttavia accetta a condizione di avere un'altra schiava in cambio. Achille, che ritiene ingiusto quanto richiesto da Agamennone, gli propone invece di aspettare il prossimo saccheggio ma Agamennone rifiuta, minacciando anzi Achille che piuttosto prenderà in cambio proprio la sua schiava. La risposta di Agamennone scatena l'ira di Achille, e il litigio degenera rapidamente tra i due con uno scambio di dure battute. Al culmine del litigio, Achille è sul punto di colpire a morte Agamennone ma interviene la dea Atena, inviata da Era, per fermarlo e invitarlo a sfogarsi contro Agamennone solo con insulti e offese. Achille fa come richiesto da Atena ma decide anche, per il bene dei Greci, che lascerà andare la sua schiava cedendola ad Agamennone; dichiara inoltre che abbandona il conflitto. L'anziano Nestore prova a intervenire per mettere pace tra i due ma la rottura è insanabile: nessuno dei due è disposto a perdonare il torto subíto. Inoltre Achille è deciso a punire Agamennone per la sua arroganza ritirandosi dalla battaglia, consapevole che senza il suo aiuto gli esiti della guerra cambieranno, che i Greci lo rimpiangeranno e che Agamennone stesso si pentirà di averlo offeso. Abbandonata l'assemblea, dopo aver ricevuto la visita degli araldi di Agamennone giunti a prendere la sua schiava, Achille si reca sulle rive del mare dove invoca la madre Teti; a questa, accorsa alla sua richiesta, chiede di aiutarlo a vendicarsi di Agamennone, intercedendo presso Zeus al quale dovrà chiedere di far vincere i Troiani. Teti acconsente e si reca presso il monte Olimpo per parlare con Zeus. Intanto Odisseo organizza la restituzione di Criseide allestendo una nave diretta all'isola di Crisa, dove si svolgerà una ecatombe in onore di Apollo; il rito durerà tutto il giorno e i partecipanti faranno ritorno solo all'alba del giorno seguente. Nel frattempo, Teti è ricevuta da Zeus al quale sottopone la richiesta di Achille. Zeus accetta ma a condizione di tenere tutto nascosto a Era. Il patto tra i due si conclude e Teti va via, ma Era ha visto tutto e capisce che tra i due si è concluso un accordo che lei ignora; prova ad affrontare Zeus per scoprirlo ma viene respinta con irritazione da quest'ultimo. Interviene a questo punto Efesto, figlio di entrambi, che calma la madre e la invita a non rovinare il banchetto in corso. Il canto si chiude con il ritiro di tutti gli dèi nelle loro case per il riposo notturno, compresi Zeus ed Era.
- Libro II: Tersite, guerriero acheo, brutto e storpio, non perde mai l'occasione per sbeffeggiare tutti e ridicolizzare i loro vizi e falsi onori, attribuendoli a dei mostri anziché ai valorosi soldati pieni di virtù. Le sue invettive non verranno ascoltate, anzi verrà punito dal guerriero Odisseo (Ulisse per i romani). Ma, sebbene Agamennone pensi di poter vincere lo stesso, anche senza l'intervento di Achille, scoprirà di sbagliarsi. Nella notte dopo lo scontro con Achille, il re decide di ritornare in Grecia con i guerrieri, ma Odisseo lo impedisce, ricordando il valore degli eroi e le previsioni dell'indovino Calcante.
- Libro III:  gli scontri vengono aboliti da Agamennone e da Ettore in quanto Paride decide di sfidare a duello Menelao (lo sposo tradito), cosicché si possa decidere la vittoria per il sopravvissuto.
- Libro IV: Dopo il primo duello tra il pusillanime Paride e il forte e corpulento Menelao (terminato senza la vittoria di nessuno, giacché Paride, trovandosi in difficoltà, scappa via, salvato da Afrodite), l'esercito greco si trova a fronteggiare la possente armata di Ettore, principe di Troia, e ad arretrare paurosamente verso le navi in spiaggia.

Nel frattempo scendono in campo anche gli dei, divisi gli uni per i greci e gli altri per i troiani.
- Libro V: Diomede viene protetto da Atena, e fa strage di troiani, poi insegue l'eroe Enea che viene protetto da Afrodite. La dea è ferita e così fugge sull'Olimpo. Atena ed Era intervengono nella battaglia e Diomede ferisce Ares, dio della guerra.
- Libro VI: Ettore rientra vincente a Troia e trova la moglie Andromaca alle Porte Scee con il bambino Astianatte. La donna invita Ettore a non combattere più e a rimanere accanto a lei, per dare futuro alla famiglia. Ettore risponde che è più vergognoso rimanere a pensare alla famiglia che morire combattendo in quanto verrebbe ricordato come codardo.
- Libro VII: Ettore decide di proporre un secondo duello per stabilire la definitiva vittoria: lui contro Aiace Telamonio. I due però si fermano quando giunge la notte.

I greci allora scavano una fossa per difendere le navi.
- Libro VIII: Ettore attacca all'alba e i greci sono respinti fino alle navi.

### Ambasciata ad Achille (canto IX)
La Grecia avrebbe bisogno che Achille tornasse a combattere facendo riacquistare il buon umore ai soldati demoralizzati, ma l'eroe di Ftia ha deciso, e nemmeno Patroclo può fargli cambiare idea.

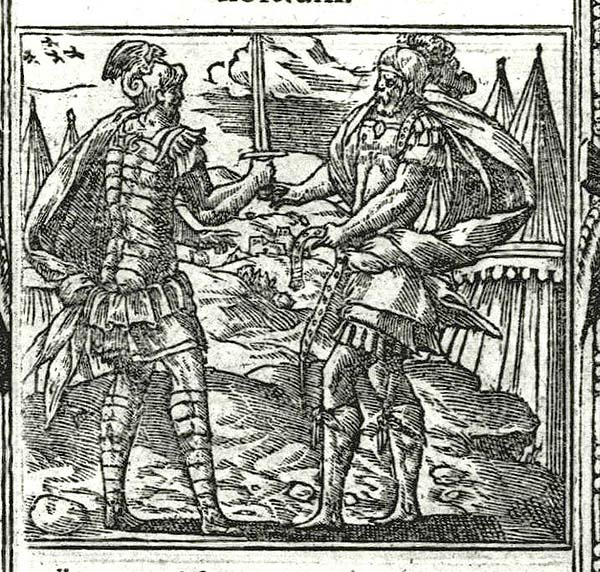
Aiace ed Ettore si scambiano doni, Xilografia da Andrea Alciato, Emblematum libellus, 1591.

### Dolonía: imprese di Odisseo e Diomede (canto X)
Intanto l'esercito greco continua a subire perdite sempre più pesanti e accade anche che l'esercito di Ettore arrivi a sfiorare le navi nemiche, cercando di bruciarle. Ulisse e Diomede sono mandati da Agamennone in ricognizione e catturano Dolone, un troiano, che verrà poi decapitato. I due greci quindi sgozzano il re di Tracia Reso, sorpreso nel sonno, che era appena arrivato in soccorso dei troiani.

### Ripresa della guerra e morte di Patroclo(canti XI-XVII)
- Canto XI: nella terza grande battaglia, il vecchio acheo Nestore manda in ricognizione Patroclo, e lo convince a persuadere Achille a riprendere le armi, oppure a imbracciarle lui stesso per dare coraggio ai greci.
- Canto XII: Ettore distrugge le mura delle navi greche, e cerca di bruciarle.
- Canti XIII-XIV-XV: Zeus non permette che gli dei intervengano in guerra, e così sua moglie Era, che favorisce i greci, prende la cintura magica di Afrodite per sedurre Zeus e poi addormentarlo con un sonnifero. Zeus viene ingannato e quando si risveglia vede i greci vittoriosi. Si arrabbia con la moglie e le rinfaccia la storia della battaglia dei giganti sull'Olimpo, capitanati da Era, per spodestarlo e il giorno in cui si liberò e punì severamente la regina degli dei.
- Canto XVI: in un ennesimo scontro, dopo tanti duelli falliti per ristabilire la pace, il valoroso Patroclo, imbracciate le armi di Achille per far riacquistare vigore alle truppe, muore in duello per mano di Ettore. Il principe di Troia inizialmente trionfa, ma dentro di sé sa bene che presto finirà i suoi giorni di vita colpito dalla mano che non perdona di Achille.
- Canto XVII: Menelao e Aiace combattono per salvare il corpo di Patroclo.

### Furia di Achille e morte di Ettore (canti XVIII-XXII)

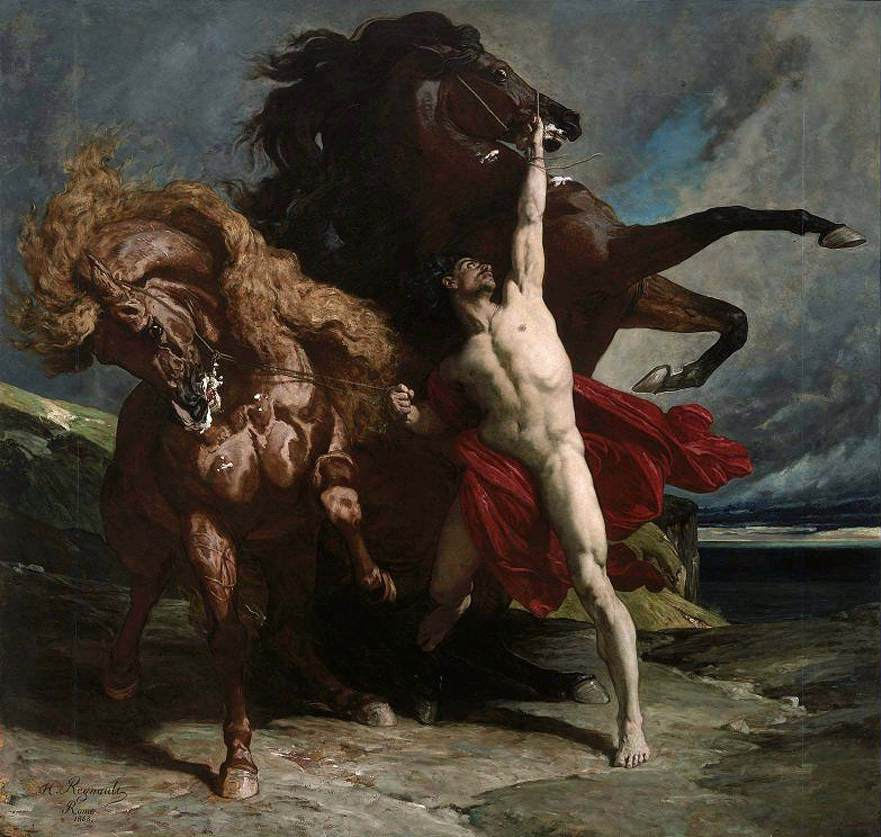
Automedonte con i cavalli Balio e Xanto di Achille, dipinto di Henri Regnault.

- Canto XVIII: Antiloco, figlio di Nestore, annuncia ad Achille la morte di Patroclo e il Pelide impazzisce per poi dichiarare alla madre Teti di volere nuove armi per saccheggiare Troia.

La ninfa si reca nella fucina di Efesto, dio zoppo, che crea uno scudo stupefacente assieme a nuove armi.
- Canto XIX: Achille si riappacifica con Agamennone e dichiara in assemblea che tornerà a combattere. Si fa preparare il carro con i due cavalli immortali e parlanti Balio e Xanto. Quest'ultimo gli predice la morte.
- Canto XX: sull'Olimpo Zeus dichiara la sua neutralità e fornisce agli dei le indicazioni per combattere. Con il suo carro guidato da Automedonte che tiene le redini dei cavalli divini Balio e Xanto, Achille uccide tutti i nemici che incontra e fa infuriare sia alcuni dei dell'Olimpo sia il magico fiume Scamandro, ma il figlio di Peleo non si ferma, perché cerca Ettore.
- Canto XXI: Achille fa un'altra strage di nemici, i cui corpi verranno da lui gettati nello Scamandro.
- Canto XXII: Ettore, comprendendo il pericolo per i soldati della sua città, decide di sacrificarsi scendendo in campo e sfidando l'eroe a duello. Achille non perde l'occasione e insegue Ettore il quale, come si è detto, ha già il destino segnato. Infatti, trafitto e stramazzato a terra, il suo corpo viene legato per i piedi con una corda legata al retro del carro di Achille e trascinato in campo acheo.

### Dialogo con Priamo e fine dell'ira di Achille (canti XXIII-XXIV)
- Canto XXIII: Achille mutila il corpo di Ettore e uccide alcuni prigionieri troiani sulla pira di Patroclo, che poi viene bruciata. Seguono dodici giorni di lutto in cui i greci gareggiano ai giochi funebri.
- Canto XXIV: il vecchio re Priamo per volere degli dei si reca nella tenda di Achille e, baciandogli le mani, lo supplica di lasciargli ricondurre in città il cadavere straziato di suo figlio per dargli i degni onori. Achille rifiuta, ma Priamo gli ricorda il buon carattere e la virtù famosa del padre Peleo, dopodiché Achille scoppia in singhiozzi e, confortando il suo ospite, gli concede di riprendersi suo figlio Ettore. L'Iliade si conclude con i funerali per Ettore.

## Analisi

### L'ira di Achille

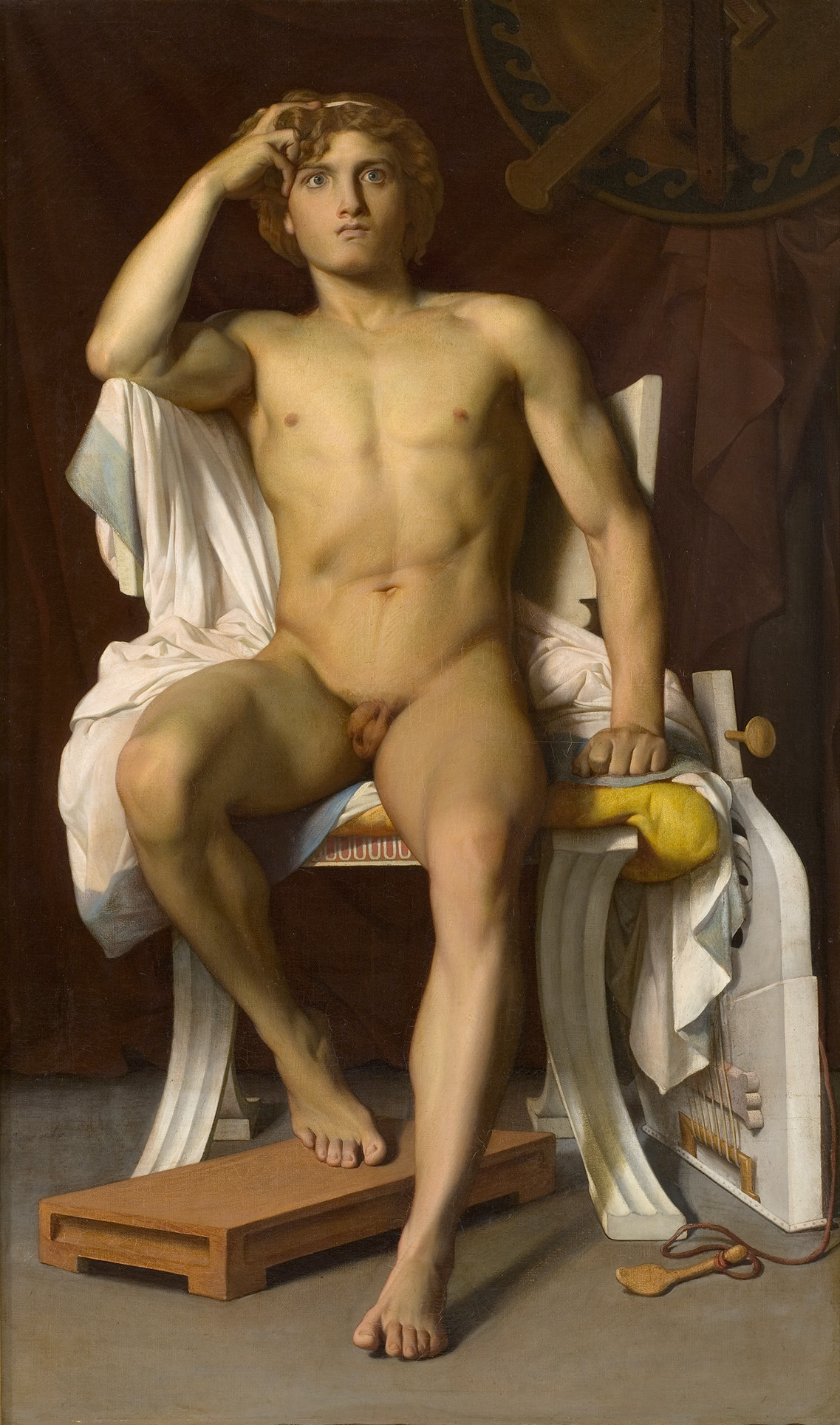
La furia di Achille, di François-Léon Benouville (1821–1859) (Museo Fabre).

La prima parola del poema è ira (μήνιν), ossia il motivo guida di gran parte delle vicende dei Greci nella guerra finale. E’ messa in risalto la reazione che scaturisce da un'offesa fatta al prototipo della boria e superpotenza eroica per eccellenza, Achille, essendo privato del bottino di battaglia: Briseide da Agamennone.
L'ira di tale genere rispecchia anche la condizione sociale dei Greci arcaici, ossia quella del sistema feudale e dei possedimenti. Briseide è un vero e proprio bottino di guerra, nonché offre un'immagine di potere del padrone stesso dinanzi ai suoi superiori e alla collettività. Purtuttavia rappresentando questo sistema feudale arcaico, Omero raffigura anche il polo estremo dell'avidità e della boria dell'eroe super potente, che appunto per la sua irrefrenabilità emotiva, ritirandosi nelle tende dalla guerra, favorisce l'avanzata di Ettore e la rovina dei Greci.
L'eroe è orgoglioso e brutale (ἀγήνωρ), geloso della propria figura onnipotente. Tuttavia vi sarà un cambiamento nell'animo, specialmente dopo la morte di Patroclo, perché improvvisamente vulnerabile nei sentimenti, essendo Patroclo il suo amato, con cui si riteneva immortale. Dopo la selvaggia furia di combattere, i sentimenti di Achille vengono intaccati alla fine da Priamo con le sue suppliche di restituzione del corpo di Ettore. Omero tratteggia sapientemente l'obbligo della vendetta per l'affermazione e il ripristino del proprio onore, tipico nei clan greci arcaici.

### Ettoredefensor patriae

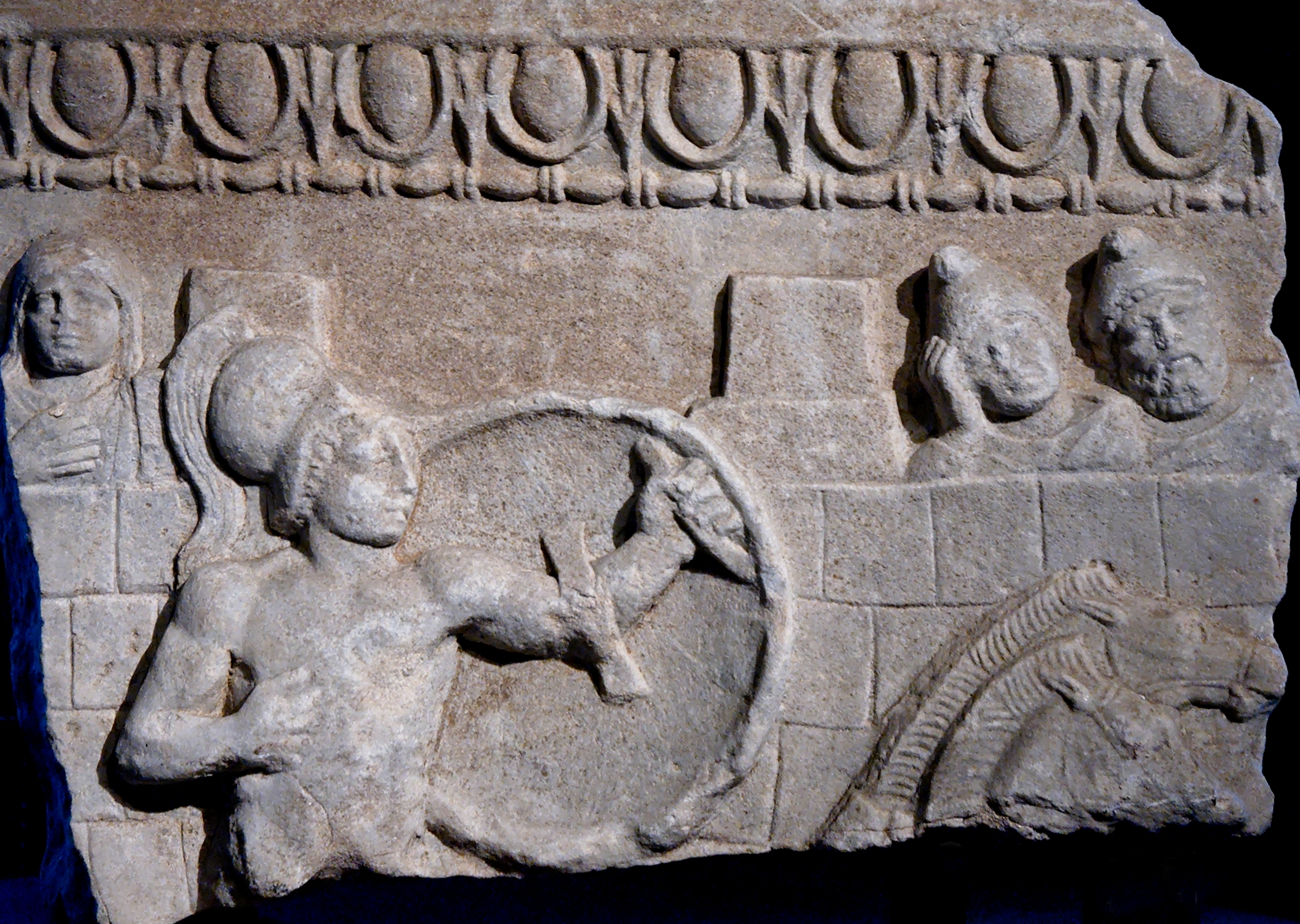
Bassorilievo custodito al Museo Nazionale di Reggio Calabria, raffigurante il funerale di Ettore.

Ettore è rappresentato invece con un aspetto più umano e mite. Egli incarna i valori fondanti del soldato difensore della città; egli è mosso dall'"onore-rispetto" (τιμή) e dalla "vergogna" (αἰδώς). Ettore è il buon conduttore dell'esercito, il buon marito che, nella scena delle Porte Scee, preferisce di gran lunga combattere morendo sotto le mura, perendo da vero eroe valoroso, piuttosto che pensare alla cura della famiglia e vivere un'esistenza da vigliacco. Il suo sacrificio sarà di esempio per il futuro del figlio Astianatte, che nell'episodio tocca simbolicamente l'elmo del padre. Nella scena del duello finale l'eroe è rappresentato in tutta la sua umanità, perché cede alla furia di Achille, scappando. Tuttavia il fuggire gli ricorda i suoi doveri di eroe, e pur sapendo che morirà, decide di affrontare in guerra il Pelide.
Dopo la morte, Omero mostra un esempio di "purificazione" dal sangue e dal genocidio nei confronti di Achille. L'eroe stesso non ha previsto che con la morte di Ettore, egli si sarebbe purificato di tutte le colpe commesse sin dall'inizio del poema, ritornando a uno stato di quiete e di purezza, pronto per una nuova battaglia verso l'inevitabile morte. L'elemento purificatore è proprio Priamo, che lo convince a restituirgli il corpo, come segno di benevolenza e rispetto tra i nemici.

### Società tribale omerica

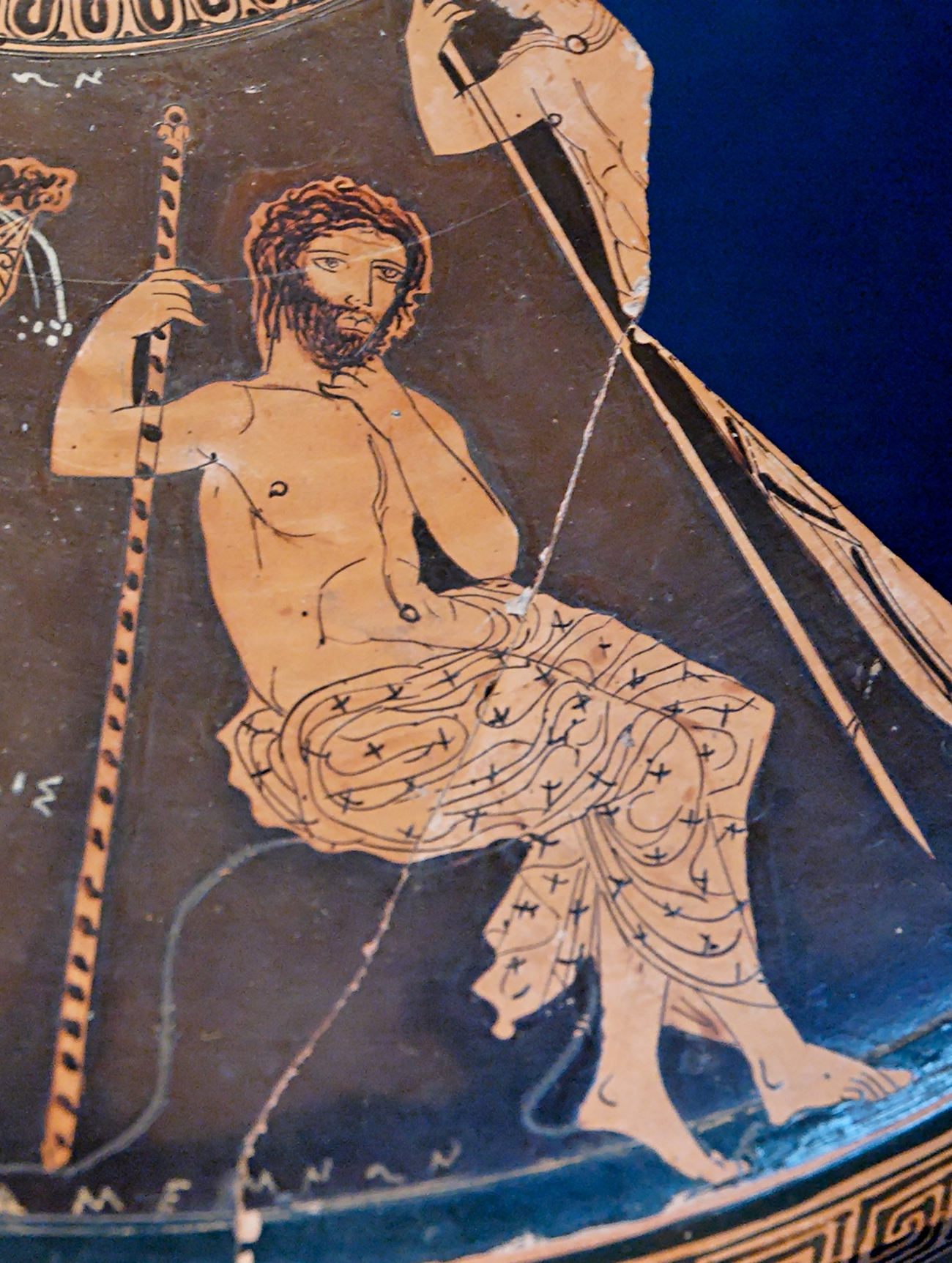
Agamennone seduto su una roccia mentre sorregge uno scettro, particolare da un frammento di coperchio di un lekanis attico a figure rosse della cerchia del Pittore dei Meidei, ca. 410-400 a.C., proveniente dalla contrada Santa Lucia a Taranto, attualmente al Museo Archeologico Nazionale di Taranto.

I due poemi omerici, e in particolare l'Iliade, mostrano come siano il prodotto di una società arcaica, dell'epoca dei Micenei, plasmata su valori di casta, di suddivisione precisa del potere, e di profondo credo religioso. Il mito rappresenta la componente fondante della società, dal quale si trae esempio e modello per la società futura, come appunto fu l'intento di Omero, essendo i due poemi dell'VIII secolo a.C.
- Non esiste ancora la πόλις (polis) dell'età arcaico-classica come la conosciamo; ma un insieme di città-stato che si autoamministrano con proprie leggi, che compongono leghe anfizionie (unioni sacre di un determinato territorio), che hanno specifici rituali da battaglia e di società.
- Il clan gentilizio γένος è la struttura del potere di ciascuna città-stato, ossia un'antica famiglia potente al livello sociale ed economico, che ha struttura patriarcale, e si amministra con vincoli ben precisi e legami di sangue. Si tratta della prima forma di "stirpe", benché ancora consolidata secondo i canoni arcaici dei sovrani di Atene o di Sparta, essendo la vicenda ambientata secoli prima dell'VIII secolo a.C., epoca della composizione.
- Il βασιλεύς è il sovrano della città-stato, come per esempio Agamennone o Menelao. Tuttavia all'epoca micenea vi era distinzione tra il "basileus" (più raffigurato come un primo ministro, una casta che stava attorno al vero re) e il Ϝάναξ, vero comandante supremo della città, figura spirituale, temporale e militare. Il capo dei guerrieri e della città, in guerra specialmente, ha il potere di detenere lo scettro nell'assemblea, e di indire incontri ogni qualvolta lo desideri, e di avere il diritto di parola. Inoltre, nelle battaglie, il Fάναξ ha anche diritto di avere doni e bottini (γέρας), come la schiava Criseide, e poi Briseide, nonostante sia sposato.

### Cultura omerica della Vergogna e del Rispetto
Nel poema vi sono due elementi portanti: la Vergogna o Colpa (ma in senso lato anche Rispetto o Onore) (αἰδώς) e il Rispetto o Gloria (κλέος). Il Rispetto tuttavia si guadagna con bottini di guerra, ed è un'approvazione materiale da parte della comunità; mentre la Gloria si conquista con eroiche azioni militari. La privazione del Rispetto di Achille mediante la confisca della schiava, provoca vergogna e colpa, perché Achille perde di immagine davanti alla collettività.
Un altro caso di "vergogna", che consiste anche nella contaminazione fisica e interiore per l'eroe guerriero, consiste nell'episodio di Tersite, il guerriero storpio che incarna i mali della società, e che ingiuria gli eroi delle loro colpe. Il personaggio è ambiguo perché da una parte è l'anti-eroe per la deformità e la cattiveria di animo, dall'altra è una "voce" di Omero che precisa le motivazioni del destino per cui la guerra tarda a finire, dacché anche gli eroi si macchiano di colpe, e necessitano di purificazione da parte degli dei.

### La figura dell'eroe
La virtù dell'eroe omerico è incentrata nell'ἀρετή', ossia la virtù, intesa qui come valore militare, un'innata eccellenza, spesso voluta dal fatto che l'eroe è il prodotto dell'unione tra un dio e una mortale, o tra una dea e un mortale. Propria dell'eroe è quindi la καλοκἀγαθία ("kalokagathía"), cioè la Perfezione (da καλός καί ἀγαθός "kalós kaí agathós", cioè "bello e buono". Tale "eccellenza innata" porta l'eroe ad avere gli appellativi di "bello e valoroso", caratteristiche particolari per distinguersi nelle battaglie, e soprattutto per essere cantato dai poeti dopo la morte. Lo spirito competitivo nelle vicende porta l'eroe a una ricerca dell'onore, e da qui la disperata ricerca smisurata di Achille, che si converte in eccesso e peccato; in quanto il successo nella battaglia per l'eroe deve raggiungere l'approdo ultimo del "rispetto collettivo" e dell'approvazione della comunità.
Tra gli eroi giovani vi sono anche i due anziani Fenice e Nestore. Costoro rappresentano il profondo rispetto che i giovani hanno per gli anziani più sapienti, che hanno compiuto esperienze anni prima della loro nascita, e custodi del sapere antico e del rispetto religioso. Nestore inoltre è raffigurato da Omero come "pastore di genti", perché incarna la buona figura dell'oratore che riesce, con la quiete e la saggezza, a calmare gli animi e a portare sempre la concordia tra i contendenti. Fenice dal canto suo è l'unico anziano in grado di riuscire a placare la furia di Achille, dopo l'offesa di Agamennone, e a tentare di farlo ragionare.

### L'epiteto formulare
L'epiteto è un complemento dei nomi dei personaggi dei poemi omerici, ed è un complemento-aggettivo che serve a completare delle porzioni di verso, essendo una "formula" tipica per descrivere le qualità di ciascun eroe, come "divino", "veloce", "molto potente". Nell'epoca della composizione del "ciclo Troiano" fu molto utile agli aedi e agli autori papiracei per l'integrazione dei versi in esametri o distici.
L'epiteto più semplice e frequente è l'aggettivo «divino» (in greco antico: δῖος?, dîos), applicabile senza distinzione a tutti gli eroi epici. Alcuni epiteti, infatti, potevano essere applicati a molte persone: Diomede (per esempio Iliade, VI, 12) e Menelao (per esempio Odissea, XV, 14) vengono definiti «dal potente grido di guerra» (in greco antico: βοὴν ἀγαθός?, boèn agathós). Altri sono invece personalizzati: solo Zeus è definito «portatore di egida» (in greco antico: αἰγίοχος?, aighíochos), solo Achille è detto «piede leggero» (in greco antico: πόδας ὠκύς?, pódas okýs) e solo Atena «occhi azzurri» (in greco antico: γλαυκῶπις?, glaukôpis).

## Stile
Omero scrive in esametri e utilizza come lingua una mescolanza di vari dialetti greci. Tale lingua proveniva dall'antico indoeuropeo, e possedeva la consonante del digamma (Ϝ), presente nell'alfabeto miceneo. Se ne accorse il filologo Richard Bentley, studiando il comportamento dello iato omerico, usato molto per scopi metrici. Fra i dialetti, il più frequente è quello eolico, ma vi sono anche presenze ioniche e attiche. Questo perché il poema fu prima tradotto nelle regioni eoliche (dove si praticava la poesia), e poi nella Ionia, la nuova regione greca.
L'andamento dei canti è molto lineare, appunto per la presenza degli epiteti e di tipiche formule sintattiche del racconto, come scambio di battute o di dialoghi, ripetute più volte nella stessa forma. I dialoghi spesso sono molto solenni e lunghi, e raccontano varie vicende del passato, o addirittura di secoli prima dell'avvenimento dei presenti fatti, come tesi usata, da parte del dialogante, per rafforzare le proprie opinioni, o per ricordare a bella posta un fatto antico che sia di esempio ed educazione per il lettore, nonché per gli ascoltatori stessi della vicenda. La figura dell'autore-narratore è di pregio: egli, nella buona tradizione degli aedi, invoca la Musa ispiratrice, Calliope, affinché lo aiuti a comporre i versi adatti per plasmarli nella migliore forma possibile. Il narratore, oltretutto, è onnisciente, e spesso interviene con commenti e opinioni personali durante il racconto.

## Altri poemi nell'antichità incentrati sulla guerra di Troia

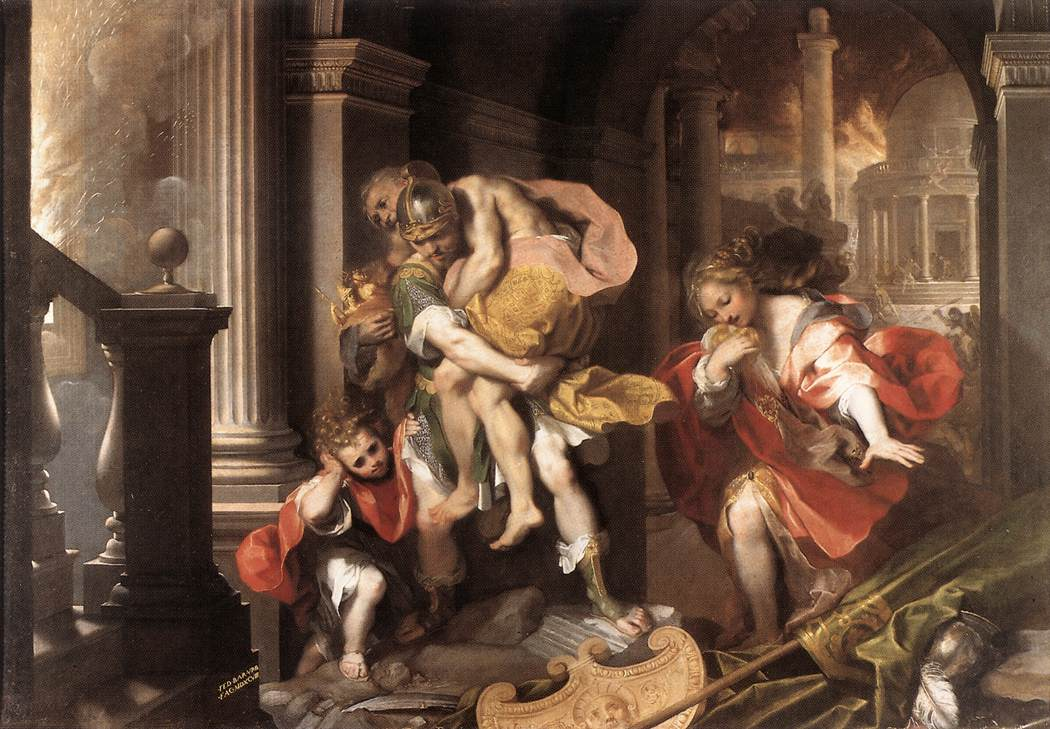
Fuga di Enea da Troia, Federico Barocci - 1598 - Galleria Borghese - Roma.

Oltre all'Iliade di Omero esistono altri poemi epici che trattano la guerra fra achei e troiani. Tra questi vi sono:
- Arctino di Mileto, creatore de La caduta di Ilio, poema epico che racconta le ultime fasi della guerra di Troia, dell'escamotage del cavallo di legno e del massacro degli abitanti e dei sovrani della città. Tutto ciò non è descritto nell'Iliade
- Ditti Cretese, il quale nella sua introduzione delle Efemeridi della guerra di Troia spiega di essere stato un contemporaneo di Idomeneo, guerriero dell'isola di Creta che andò a combattere a Troia. Egli si definisce dunque un personaggio di una reale e veramente accaduta battaglia tra Greci e Troiani, inclusi tutti i personaggi che vengono narrati da Omero. Inoltre quest'ultimo è descritto da Ditti come un impostore, che si è limitato a narrare solo l'ultimo dei dieci anni di guerra, mentre egli che ha combattuto al fianco di Achille, Agamennone, Ulisse e tanti altri si auto celebra un fedele cronista degli avvenimenti.
- Darete Frigio, autore de L'eccidio di Troia, tradotto poi in lingua latina dallo storiografo Cornelio Nepote. L'opera come sempre tratta dei fatti più esemplari della guerra di Troia e infine del grande massacro dei greci. In particolar modo questa versione è diversa dalle altre perché Darete spiega che l'esercito di Agamennone è riuscito a entrare nella roccaforte grazie alla corruzione di una guardia, che ha fatto passare tutti attraverso una delle Porte Scee, chiamata "Porta Cavallo". Qui inoltre Darete parla della vicenda del giovane Enea e della predizione della fondazione di una nuova Troia in Italia: Roma.
- Posthomerica di Quinto Smirneo, che tratta delle vicende della guerra di Troia subito dopo la morte di Ettore fino al sacrificio di Polissena e al ritorno definitivo dei Greci in patria dopo la caduta della famosa città.
- Iliaca di Marco Anneo Lucano, poema incompiuto che tratta delle ultime fasi della guerra di Troia dall'invenzione del cavallo di legno alla presa della città. Composto forse in collaborazione con il giovane Nerone che diventerà imperatore di Roma.
- Eneide, poema cardine della cultura latina scritto dal poeta Publio Virgilio Marone tra il 29 a.C. e il 19 a.C.. Narra la storia dell'eroe troiano Enea che riuscì a fuggire dopo la caduta della città di Troia (il cui epilogo viene ampiamente narrato), e che viaggiò per il Mediterraneo fino ad approdare nel Lazio, diventando il progenitore del popolo romano.

## L'Iliade nella cinematografia
- Elena di Troia, regia di Robert Wise e Sergio Leone (aiuto-regista) (1956)
- La guerra di Troia, regia di Giorgio Ferroni (1961)
- L'ira di Achille, regia di Marino Girolami (1962)
- Elena sì... ma di Troia, regia di Alfonso Brescia (1973)
- Helen of Troy - Il destino di un amore, regia di John Kent Harrison - miniserie TV (2003)
- Troy, regia di Wolfgang Petersen (2004)
- Troy - La caduta di Troia, regia di Mark Brozel e Owen Harris - miniserie TV (2018)